# Peñalara
Peñalara är ett berg i Spanien.   Det ligger i provinsen Provincia de Segovia och regionen Kastilien och Leon, i den centrala delen av landet, 50 km norr om huvudstaden Madrid. Toppen på Peñalara är 2 428 meter över havet. Peñalara ingår i Montes Carpetanos.
Terrängen runt Peñalara är huvudsakligen lite bergig. Peñalara är den högsta punkten i trakten. Runt Peñalara är det ganska tätbefolkat, med 90 invånare per kvadratkilometer. Närmaste större samhälle är Segovia, 17,5 km nordväst om Peñalara. Trakten runt Peñalara består i huvudsak av gräsmarker.